# Kazzinc
Kazzinc (russisch Казцинк Kaszink) ist ein kasachisches Bergbauunternehmen mit Sitz in Öskemen. Es wurde 1997 gegründet und gehört zum Schweizer Konzern Glencore. Zu den Produkten von Kazzinc gehören vor allem Zink, Blei und Kupfer sowie die Edelmetalle Gold und Silber.

## Geschichte
Das Unternehmen wurde am 7. Januar 1997 auf Anordnung des kasachischen Präsidenten Nursultan Nasarbajew durch die Fusion der drei großen Unternehmen Ust-Kamenogorsk Lead and Zinc Combinate, Leninogorsk Polymetallic Combinate und Zyrianovsk Lead Combinate geschaffen, die alle zuvor mehrheitlich dem kasachischen Staat gehörten. Zugleich wurde das neu geschaffene Unternehmen privatisiert; die Schweizer Glencore International AG stieg mit einem Anteil von 50,7 Prozent der Anteile als privater Investor ein. Am 1. Februar 1997 wurde die Produktion aufgenommen.
Im Jahr 2004 erwarb das Unternehmen die Rechte am Bergwerk Shaimerden in der Region Qaraghandy. In dieser Lagerstätte befinden sich Vorräte von etwa einer Million Tonnen Zink. Im Oktober 2012 steigerte Glencore seinen Anteil auf 69,6 Prozent; für einen Preis von rund 400 Millionen US-Dollar erwarb Glencore weitere 19 Prozent an Kazzinc.
Seit der Unternehmensgründung im Jahr 1997 hat der Konzern die Fördermengen der fünf Hauptprodukte enorm gesteigert. Die Zinkfördermenge hat sich seit 1997 mehr als verdoppelt.

## Standorte
- In Öskemen befindet sich der Hauptsitz des Unternehmens. Im Nordosten des Stadtgebiets liegt der Metallurgische Komplex Öskemen (⊙) von Kazzinc, der in den 1960er Jahren als Erweiterung der alten Zinkraffinerie entstand. Hier werden die, in den Lagerstätten des Unternehmens, geförderten Erze weiterverarbeitet; die Produktion umfasst vor allem die Metalle Zink, Kupfer, Blei und die Edelmetalle Gold und Silber.[4]
- In Altai befindet sich am östlichen Stadtrand ein Werk zur Erzaufbereitung. Hier werden die Erze aus dem Tagebau Malejewsk, der sich wenige Kilometer entfernt befindet, verarbeitet. Die aufbereiteten Erze werden anschließend weiter nach Öskemen transportiert.
- In Kökschetau befindet sich das Tochterunternehmen Altyntau Kökschetau. Seit 2009 wird hier 17 Kilometer nördlich der Stadt in einem Tagebau Gold gefördert.
- In Ridder gibt es sowohl ein Werk zur Erzaufbereitung als auch ein Werk zur Erzverarbeitung sowie mehrere Tagebaue in der Umgebung der Stadt. Im Metallurgischen Komplex Ridder (⊙) wird das in der Nähe geförderte Erz zu Zink und Zink-Aluminium-Legierung weiterverarbeitet.[5]
- Bei Serebrjansk befindet sich das Wasserkraftwerk Buchtarma. Es wird von Kazzinc betrieben und verfügt über neun Turbinen mit einer Gesamtleistung von 675 MW.
- Die Lagerstätte Schairem ist etwa 360 Kilometer von Qaraghandy entfernt. Sie ist eine der größten Metallerzlagerstätten Kasachstans und besteht aus mehreren Vorkommen von Blei, Zink, Mangan und Baryt.

## Produkte
Die Hauptprodukte von Kazzinc sind Zink, Blei und Kupfer sowie die Edelmetalle Gold und Silber. Die Zinkförderung stieg von 173.192 Tonnen im Jahr 1997 auf 305.478 Tonnen im Jahr 2016 an. Auch die Kupferförderung (68.212 Tonnen 2016) stieg seit der Unternehmensgründung. Die Bleiförderung schwankte in den letzten Jahren und lag 2016 bei 133.593 Tonnen. Die Goldförderung stieg in den letzten Jahren kräftig an, wohingegen die Silbermenge leicht zurückging.
Neben diesen Metallen hat Kazzinc auch Wismut, Kadmium, Indium, Thallium und Selen sowie Aluminium und Quecksilber im Sortiment.